# Albrandswaard
Albrandswaard – gmina w prowincji Holandia Południowa w Holandii. Utworzona w 1985 roku z połączenia gmin Rhoon i Poortugaal.